# Luisa di Sassonia-Meiningen
Guglielmina Luisa Cristina di Sassonia-Meiningen (Francoforte sul Meno, 6 agosto 1752 – Kassel, 3 giugno 1805) era la secondogenita del duca Antonio Ulrico (1687–1763) e della sua seconda moglie Carlotta Amalia d'Assia-Philippsthal, figlia del langravio Carlo I, era per nascita della famiglia dei duchi di Sassonia-Meiningen e per matrimonio consorte e poi reggente del langravio di Assia-Philippsthal-Barchfeld.

## Biografia
Sposò a Meiningen, il 18 ottobre 1781, il langravio Adolfo d'Assia-Philippsthal-Barchfeld (1743–1803). Nel suo contratto di matrimonio, concluso da sua madre quale tutrice del fratello duca Augusto Federico di Sassonia-Meiningen, si fissò quanto segue: "La ragazza, futura moglie, eserciterà sui nostri Principi e le sulle nostre Principesse, fintanto che questi saranno minorenni, da sola la tutela e l'amministrazione sul patrimonio dei suddetti".
Dopo che Luisa divenne vedova nel 1803, poté ottenere dalla Suprema Corte Imperiale, utilizzando questa clausola del suo contratto di matrimonio, la conferma della tutela sui suoi tre figli.

## Discendenza
Luisa ed Adolfo ebbero sei figli:
- Federico (1782–1783);
- Carlo (1784–1854), langravio d'Assia-Philippsthal-Barchfeld, sposò 
  1. in prime nozze nel 1816 la principessa Augusta di Hohenlohe-Ingelfingen (1793–1821)
  2. nel 1823 con la principessa Sofia di Bentheim e Steinfurt (1794–1873);
- Federico Guglielmo (1786–1834), sposò nel 1812 la principessa Giuliana Sofia di Danimarca (1788–1850);
- Giorgio (1787–1788);
- Ernesto Federico (1789–1850);
- Carlotta (*/† 1794).

## Antenati
|                                               |                              |                                                              | Genitori                                          |  |  | Nonni |  |  | Bisnonni                              |  |  | Trisnonni                   |  |
|                                               |                              |                                                              |                                                   |  |  |       |  |  | Ernesto I di Sassonia-Gotha-Altenburg |  |  | Giovanni di Sassonia-Weimar |  |
|                                               |                              |                                                              |                                                   |  |  |       |  |  | Ernesto I di Sassonia-Gotha-Altenburg |  |  | Giovanni di Sassonia-Weimar |  |
|                                               |                              | Dorotea Maria di Anhalt                                      |                                                   |  |  |       |  |  | Ernesto I di Sassonia-Gotha-Altenburg |  |  |                             |  |
| Bernardo I di Sassonia-Meiningen              |                              |                                                              |                                                   |  |  |       |  |  | Ernesto I di Sassonia-Gotha-Altenburg |  |  |                             |  |
|                                               |                              | Elisabetta Sofia di Sassonia-Altenburg                       | Giovanni Filippo di Sassonia-Altenburg            |  |  |       |  |  |                                       |  |  |                             |  |
|                                               |                              | Elisabetta Sofia di Sassonia-Altenburg                       | Giovanni Filippo di Sassonia-Altenburg            |  |  |       |  |  |                                       |  |  |                             |  |
|                                               |                              | Elisabetta Sofia di Sassonia-Altenburg                       | Elisabetta di Brunswick-Wolfenbüttel              |  |  |       |  |  |                                       |  |  |                             |  |
| Antonio Ulrico di Sassonia-Meiningen          |                              | Elisabetta Sofia di Sassonia-Altenburg                       |                                                   |  |  |       |  |  |                                       |  |  |                             |  |
|                                               |                              | Antonio Ulrico di Brunswick-Lüneburg                         | Augusto di Brunswick-Lüneburg                     |  |  |       |  |  |                                       |  |  |                             |  |
|                                               |                              | Antonio Ulrico di Brunswick-Lüneburg                         | Augusto di Brunswick-Lüneburg                     |  |  |       |  |  |                                       |  |  |                             |  |
|                                               |                              | Antonio Ulrico di Brunswick-Lüneburg                         | Dorotea di Anhalt-Zerbst                          |  |  |       |  |  |                                       |  |  |                             |  |
| Elisabetta Eleonora di Brunswick-Wolfenbüttel |                              | Antonio Ulrico di Brunswick-Lüneburg                         |                                                   |  |  |       |  |  |                                       |  |  |                             |  |
|                                               |                              | Elisabetta Giuliana di Schleswig-Holstein-Sonderburg-Norburg | Federico di Schleswig-Holstein-Sonderburg-Norburg |  |  |       |  |  |                                       |  |  |                             |  |
|                                               |                              | Elisabetta Giuliana di Schleswig-Holstein-Sonderburg-Norburg | Federico di Schleswig-Holstein-Sonderburg-Norburg |  |  |       |  |  |                                       |  |  |                             |  |
|                                               |                              | Elisabetta Giuliana di Schleswig-Holstein-Sonderburg-Norburg | Eleonora di Anhalt-Zerbst                         |  |  |       |  |  |                                       |  |  |                             |  |
| Luisa di Sassonia-Meiningen                   |                              | Elisabetta Giuliana di Schleswig-Holstein-Sonderburg-Norburg |                                                   |  |  |       |  |  |                                       |  |  |                             |  |
|                                               | Filippo d'Assia-Philippsthal | Guglielmo VI d'Assia-Kassel                                  |                                                   |  |  |       |  |  |                                       |  |  |                             |  |
|                                               | Filippo d'Assia-Philippsthal | Guglielmo VI d'Assia-Kassel                                  |                                                   |  |  |       |  |  |                                       |  |  |                             |  |
|                                               | Filippo d'Assia-Philippsthal | Edvige Sofia di Brandeburgo                                  |                                                   |  |  |       |  |  |                                       |  |  |                             |  |
| Carlo I d'Assia-Philippsthal                  | Filippo d'Assia-Philippsthal |                                                              |                                                   |  |  |       |  |  |                                       |  |  |                             |  |
|                                               |                              | Caterina Amalia di Solms-Laubach                             | Carlo Ottone di Solms-Laubach                     |  |  |       |  |  |                                       |  |  |                             |  |
|                                               |                              | Caterina Amalia di Solms-Laubach                             | Carlo Ottone di Solms-Laubach                     |  |  |       |  |  |                                       |  |  |                             |  |
|                                               |                              | Caterina Amalia di Solms-Laubach                             | Amöne Elisabeth di Bentheim-Steinfurt             |  |  |       |  |  |                                       |  |  |                             |  |
| Carlotta Amalia d'Assia-Philippsthal          |                              | Caterina Amalia di Solms-Laubach                             |                                                   |  |  |       |  |  |                                       |  |  |                             |  |
|                                               |                              | Giovanni Guglielmo di Sassonia-Eisenach                      | Giovanni Giorgio I di Sassonia-Eisenach           |  |  |       |  |  |                                       |  |  |                             |  |
|                                               |                              | Giovanni Guglielmo di Sassonia-Eisenach                      | Giovanni Giorgio I di Sassonia-Eisenach           |  |  |       |  |  |                                       |  |  |                             |  |
|                                               |                              | Giovanni Guglielmo di Sassonia-Eisenach                      | Giovannetta di Sayn-Wittgenstein                  |  |  |       |  |  |                                       |  |  |                             |  |
| Carolina Cristina di Sassonia-Eisenach        |                              | Giovanni Guglielmo di Sassonia-Eisenach                      |                                                   |  |  |       |  |  |                                       |  |  |                             |  |
|                                               |                              | Cristina Giuliana di Baden-Durlach                           | Carlo Gustavo di Baden-Durlach                    |  |  |       |  |  |                                       |  |  |                             |  |
|                                               |                              | Cristina Giuliana di Baden-Durlach                           | Carlo Gustavo di Baden-Durlach                    |  |  |       |  |  |                                       |  |  |                             |  |
|                                               |                              | Cristina Giuliana di Baden-Durlach                           | Anna Sofia di Brunswick-Wolfenbüttel              |  |  |       |  |  |                                       |  |  |                             |  |
|                                               |                              | Cristina Giuliana di Baden-Durlach                           |                                                   |  |  |       |  |  |                                       |  |  |                             |  |